# Từ Tân
Từ Tân (giản thể: 徐昕; phồn thể: 徐昕; bính âm:Xú xīn, sinh ngày 19 tháng 4 năm 1994) là một cầu thủ bóng đá người Trung Quốc hiện đang thi đấu cho Sơn Đông Thái Sơn tại Chinese Super League và Đội tuyển bóng đá quốc gia Trung Quốc.

## Sự nghiệp câu lạc bộ
Từ Tân bắt đầu sự nghiệp bóng đá khi anh gia nhập học viện trẻ của Thiên Tân Thái Đạt năm 2006. Sau khi chuyển sang học viện trẻ của Thượng Hải Thân Hoa, anh chuyển đến học viện trẻ của đội bóng La Liga Atlético Madrid năm 2010. Ngày 11 tháng 5 năm 2013, anh được đôn lên đội hình của Atlético Madrid B và có trận ra mắt câu lạc bộ ngày 12 tháng 5 năm 2013 trong thất bại 0-1 trước CD Marino, vào sân thay Vicente Romero ở phút 66. Anh có trận ra mắt cho Atlético Madrid C ngày 25 tháng 8 năm 2013 trong trận hòa 2-2 trước AD Parla, vào sân thay cho Samuel Villa ở phút 71.
Ngày 25 tháng 12 năm 2015, Từ Tân chuyển đến đội bóng Chinese Super League Quảng Châu Hằng Đại với mức phí 4,3 triệu euro. Anh ra mắt câu lạc bộ ngày 1 tháng 4 năm 2016 trong chiến thắng 2-0 trước Quảng Châu Phú Lực, vào sân thay cho Hoàng Bác Văn ở phút 71. Ngày 1 tháng 4 năm 2017, anh bị đứt dây chằng ở mắt cá chân trái trong chiến thắng 3-2 trước Thượng Hải SIPG. Tháng 7 năm 2018, anh được cho là sắp được cho mượn đến đội bóng China League One Vũ Hán Trác Nhĩ trong nửa mùa giải. Tuy nhiên, thương vụ này không thể hoàn tất do Quảng Châu Hằng Đại và Vũ Hán Trác Nhĩ bất đồng vì tranh chấp về Dương Siêu Thanh.

## Thống kê sự nghiệp
Tính đến 25 tháng 11 năm 2020 
| Câu lạc bộ          | Mùa giải            | Giải đấu             | Giải đấu | Giải đấu  | Cúp Quốc gia | Cúp Quốc gia | Châu lục | Châu lục  | Khác    | Khác      | Tổng cộng | Tổng cộng |
| Câu lạc bộ          | Mùa giải            | Hạng đấu             | Số trận  | Bàn thắng | Số trận      | Bàn thắng    | Số trận  | Bàn thắng | Số trận | Bàn thắng | Số trận   | Bàn thắng |
| ------------------- | ------------------- | -------------------- | -------- | --------- | ------------ | ------------ | -------- | --------- | ------- | --------- | --------- | --------- |
| Atlético Madrid B   | 2012-13             | Segunda División B   | 1        | 0         | -            | -            | -        | -         | -       | -         | 1         | 0         |
| Atlético Madrid B   | 2013-14             | Segunda División B   | 1        | 0         | -            | -            | -        | -         | -       | -         | 1         | 0         |
| Atlético Madrid B   | 2015-16             | Tercera División     | 6        | 1         | -            | -            | -        | -         | -       | -         | 6         | 1         |
| Atlético Madrid B   | Tổng cộng           | Tổng cộng            | 8        | 1         | 0            | 0            | 0        | 0         | 0       | 0         | 8         | 1         |
| Atlético Madrid C   | 2013-14             | Tercera División     | 23       | 0         | -            | -            | -        | -         | -       | -         | 23        | 0         |
| Atlético Madrid C   | 2014-15             | Tercera División     | 27       | 1         | -            | -            | -        | -         | -       | -         | 27        | 1         |
| Atlético Madrid C   | Tổng cộng           | Tổng cộng            | 50       | 1         | 0            | 0            | 0        | 0         | 0       | 0         | 50        | 1         |
| Quảng Châu Hằng Đại | 2016                | Chinese Super League | 5        | 0         | 1            | 0            | 3        | 0         | 0       | 0         | 9         | 0         |
| Quảng Châu Hằng Đại | 2017                | Chinese Super League | 14       | 0         | 5            | 0            | 1        | 0         | 0       | 0         | 20        | 0         |
| Quảng Châu Hằng Đại | 2018                | Chinese Super League | 7        | 0         | 2            | 0            | 1        | 0         | 1       | 0         | 11        | 0         |
| Quảng Châu Hằng Đại | 2019                | Chinese Super League | 18       | 1         | 2            | 0            | 3        | 0         | -       | -         | 23        | 1         |
| Quảng Châu Hằng Đại | 2020                | Chinese Super League | 14       | 0         | 0            | 0            | 2        | 0         | -       | -         | 16        | 0         |
| Quảng Châu Hằng Đại | Tổng cộng           | Tổng cộng            | 58       | 1         | 10           | 0            | 10       | 0         | 1       | 0         | 79        | 1         |
| Tổng cộng sự nghiệp | Tổng cộng sự nghiệp | Tổng cộng sự nghiệp  | 116      | 3         | 10           | 0            | 10       | 0         | 1       | 0         | 137       | 3         |

1. 1 2 3  Số lần ra sân ở Chinese FA Super Cup

### Bàn thắng quốc tế
Tính đến 1 tháng 2 năm 2022
Bàn thắng và kết quả của Trung Quốc được để trước.
| #  | Ngày               | Địa điểm                                        | Đối thủ  | Bàn thắng | Kết quả | Giải đấu                      |
| -- | ------------------ | ----------------------------------------------- | -------- | --------- | ------- | ----------------------------- |
| 1. | 1 tháng 2 năm 2022 | Sân vận động Quốc gia Mỹ Đình, Hà Nội, Việt Nam | Việt Nam | 1–3       | 1–3     | Vòng loại FIFA World Cup 2022 |

## Danh hiệu

### Câu lạc bộ
Quảng Châu Hằng Đại
- Chinese Super League: 2016, 2017, 2019
- Chinese FA Cup: 2016[12]
- Chinese FA Super Cup: 2016, 2017, 2018